# Filiation légitime
La filiation légitime est la filiation (transmission de la parenté) qui caractérise les enfants conçus ou nés alors que leurs parents étaient unis par le mariage. Dans de nombreux pays, le statut d'enfant légitime est opposé à celui d'enfant naturel.

## En France

### Introduction
En France, l'usage distinguant entre enfants légitimes et enfants naturels selon la situation matrimoniale de leurs parents date du XIVe siècle. Ce concept est repris dans le Code civil de 1804.
La filiation légitime est alors indivisible : elle est établie en bloc pour le couple marié ou pour aucun des deux. Ainsi l’enfant adultérin a matre (si dans le couple adultérin, la femme était la personne engagée dans les liens du mariage) pouvait être établi comme l’enfant du couple de sa mère (le mari de celle-ci étant établi comme son père). Si le mari le désavouait, il ne pouvait pas être reconnu par l’amant de sa mère (sauf légitimation ultérieure, mais sa filiation maternelle restait établie après le désaveu). L’enfant adultérin a matre dont l’acte de naissance ne porte pas le nom du mari pouvait être reconnu par un autre homme (le plus souvent, l’amant en question) mais la femme qui l’avait mis au monde ne pouvait établir de lien de filiation avec lui.
L’enfant adultérin a patre (si dans le couple adultérin, l’homme était la personne engagée dans les liens du mariage), quant à lui, ne pouvait être reconnu que par sa mère (hors légitimation ultérieure). Dans le cas d’un enfant issu d’un double adultère, sa filiation ne pouvait être établie avec aucun de ses auteurs.
La loi du 3 janvier 1972 sur la filiation  conserve la distinction entre enfants légitimes et naturels mais rompt avec l’inégalité induite en posant le principe d’égalité des enfants légitimes et naturels, notamment en matière d’héritage. La filiation légitime devient aussi divisible : une personne mariée peut établir sa filiation avec un enfant indépendamment de son conjoint.
Jusqu'à l'adoption de la loi du 3 décembre 2001, les différences entre les deux catégories de filiation tenaient davantage aux conditions de leur établissement, qu'à leurs conséquences : ainsi, face à un héritage, un enfant adultérin n'était pas traité à égalité avec un enfant légitime. Ainsi, la France fut condamnée par la Cour européenne des droits de l'homme, le 1er février 2000 dans un arrêt Mazurek, à propos de la discrimination entre deux frères, dans une affaire d'héritage.
Cependant, cette différence entre enfant légitime et enfant naturel n'existe plus aujourd'hui. En effet, l’ordonnance du 4 juillet 2005, entrée en vigueur le 1er juillet 2006, ratifiée par la loi du 16 janvier 2009, a unifié les conditions d'établissement et de contestation de la filiation des « enfants nés de parents mariés » et des « enfants nés de parents non mariés ».

### Droit antérieur
L'ancien article 314 du code civil, issu de la loi de 1972, énonçait que « l'enfant né avant le cent quatrevingtième jour du mariage est légitime et réputé l'avoir été dès sa conception ». C'était pour l'établissement de la filiation légitime, rattachant l'enfant aux époux, la consécration de la célèbre jurisprudence Degas favorisant ainsi l'établissement de la filiation légitime (Civ. 8 janvier 1930, DP 1930. 1. 51). Cependant, l'ancien article 314 autorisait le mari à désavouer l'enfant en apportant la preuve de sa non-paternité, mais aussi « sur la seule preuve de la date de l'accouchement, à moins qu'il n'ait connu la grossesse avant le mariage, ou qu'il ne se soit, après la naissance, comporté comme le père ».

### Principe
À la conception de l'enfant pendant le mariage, le nouvel article 312 du code civil ajoute la naissance de l'enfant pendant le mariage, qui donne donc pareillement lieu à l'application de principe de la présomption de paternité afin d'établir la filiation paternelle à l'égard du mari de la mère. Cela suppose, là aussi, que l'acte de naissance de l'enfant mentionne le nom du mari en qualité de père. La naissance dans le mariage étant source de l'établissement de la filiation paternelle, la conception dans le mariage n'est plus la cause exclusive de l'application de la présomption de paternité.

### Fondement
La légitimité de la filiation n'étant plus en cause, on relève ainsi une extension directe et générale du domaine d'application de la présomption de paternité pour l'établissement originaire de la filiation paternelle. Elle correspond bien aussi au fondement général de la présomption de paternité. Par le mariage avec la mère, l'enfant étant déjà conçu, le mari accepte d'être le père de l'enfant de sa femme. Le mariage est le fondement général de la présomption de paternité. De la sorte, elle recouvre souvent la vérité de la filiation paternelle, les parents de l'enfant déjà conçu se mariant pour établir de manière ainsi simplifiée la filiation maternelle et paternelle à l'égard de leur enfant. En ce sens, l'extension du domaine principal de la présomption de paternité est opportune. Il suffit donc de vérifier, par rapport à la date du mariage, que l'acte de naissance de l'enfant comporte et l'indication du nom de la mère et l'indication du nom du mari en qualité de père, celui-ci procédant souvent à la déclaration de naissance (C. civ., art. 56).
L'ordonnance abolit la distinction traditionnelle entre filiation légitime, attachée au mariage des parents de l'enfant, et filiation naturelle, les parents de l'enfant n'étant pas mariés. Ce faisant, le droit de la filiation intègre les principes édictés par la Convention européenne des droits de l'homme (Conv. EDH), dont l'article 8 énonce le droit au respect de la vie privée et familiale, et l'article 14 le principe d'interdiction de discrimination entre les personnes. Cette suppression de la distinction entre filiation légitime et filiation naturelle avait déjà été affirmée par de précédentes réformes en droit de la famille : la loi no 2002-304 du 4 mars 2002 relative au nom de famille, intégrée par l'ordonnance de 2005 au chapitre 1er, « Dispositions générales », du titre VII, « De la filiation » (C. civ., art. 311-21 à 311-24) ; et la loi no 2002-305 du 4 mars 2002 relative à l'autorité parentale (C. civ., art. 371 à 387).
Les droits successoraux des enfants naturels possédant la qualité d'alsaciens-lorrains ont été déterminés par plusieurs dispositions de la loi du 1er juin 1924, maintenues en vigueur : l'enfant naturel né avant le 1er janvier 1925 (date d'entrée en vigueur de la loi du 1er juin 1924) a les mêmes droits qu'un enfant légitime, vis-à-vis de sa mère, lorsque sa filiation naturelle résultait de son acte de naissance (art. 124 – Colmar, 16 septembre 1958, Rec. jur. de l'Est 1958. 323, note Lapp). La reconnaissance d'un enfant alsacien-lorrain né avant le 1er janvier 1925 pouvait être effectuée selon le droit français (art. 126). Les enfants adultérins et incestueux ont les mêmes droits successoraux que les autres, depuis les réformes de 1972 (loi no 72-3 du 3 janvier 1972) et de 2001 (loi no 2001-1135 du 3 décembre 2001), avant que l'ordonnance no 2005-759 du 4 juillet 2005 portant réforme de la filiation supprime, depuis le 1er juillet 2006 (ordonnance, art. 21), les notions mêmes de filiation légitime et de filiation naturelle.

## En Suède
En Suède, il existait même jusqu'en 1970 (voir l'article Wikipédia en suédois) un statut intermédiaire d'enfant « de fiançailles » (Trolovningsbarn (sv)), car les fiançailles « fortes » (trolovning (sv)) étaient considérées comme une sorte de prémariage, contrairement aux fiançailles « simples » (förlovning). Les enfants « de fiançailles » avaient le droit de porter le nom du père et d'hériter des titres et biens de leurs parents, à la différence des enfants nés hors mariage.

## Succession au trône dans les monarchies
Dans la plupart des royaumes, et notamment en Belgique, la succession au trône est réservée aux descendants légitimes du fondateur de la dynastie: les enfants illégitimes en sont exclus.